# قشلاق شاه ولي
قشلاق شاه‌ ولي هي قرية في مقاطعة كليبر، إيران. عدد سكان هذه القرية هو 217 في سنة 2006.